# Nueva Guinea Alemana

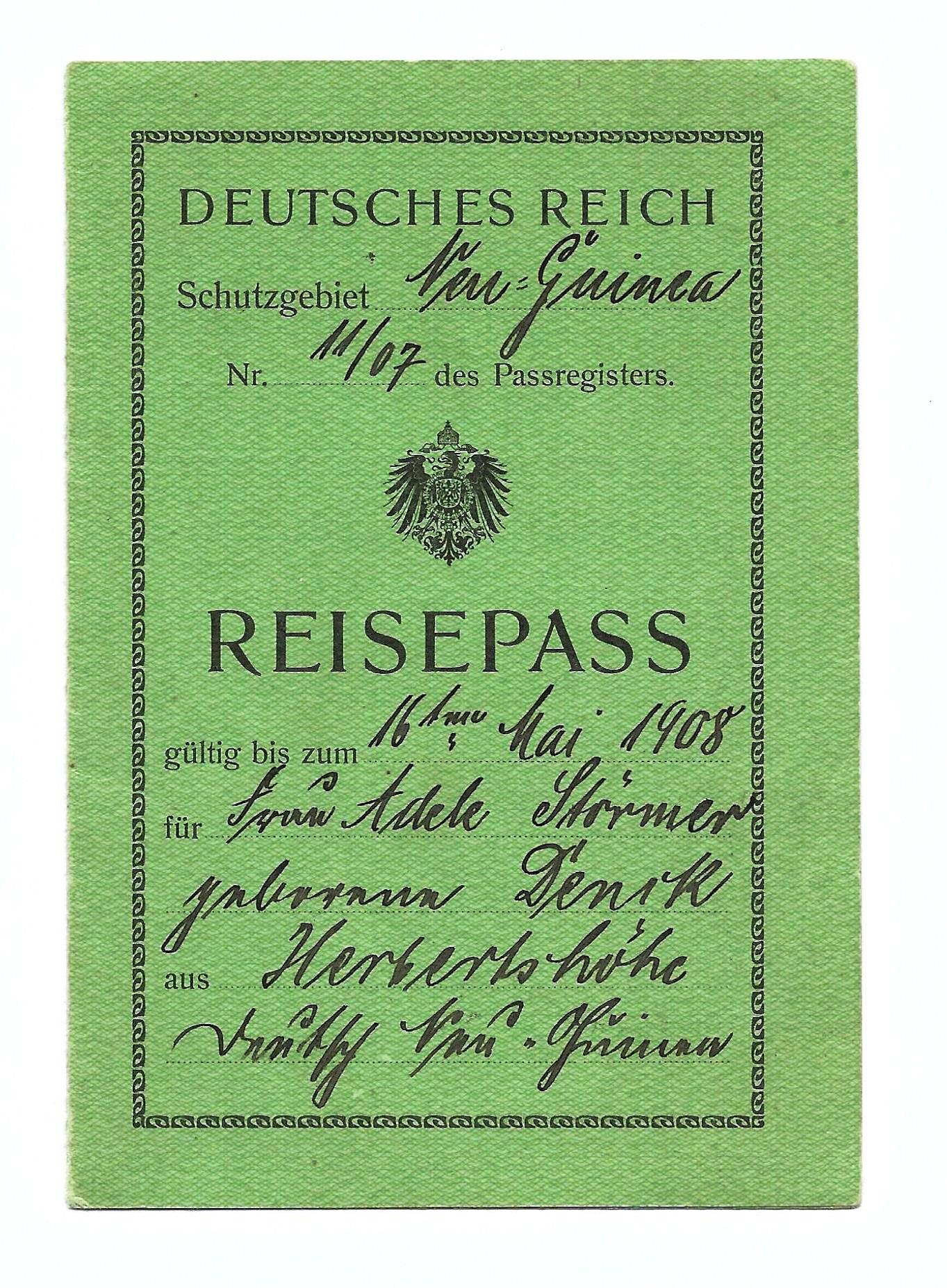
Un pasaporte de la Nueva Guinea Alemana de 1907 firmado por el gobernador Albert Hahl.

Nueva Guinea alemana (en alemán: Deutsch-Neuguinea) fue un protectorado alemán desde 1884 hasta 1914 y parte dr las posesiones alemanas en Oceanía consistente en la parte noreste de la isla de Nueva Guinea y varios grupos de islas cercanas. Fue el inicio del Imperio colonial alemán.
La parte continental y principal del territorio era Kaiser-Wilhelmsland («Tierra del Emperador Guillermo»), se convirtió en un protectorado alemán en 1884. Posteriormente se agregaron otros grupos de islas: Nueva Pomerania, el archipiélago Bismarck (nombradas en honor al político y militar prusiano Otto von Bismarck, artífice de la unificación alemana) y las islas Salomón del Norte fueron declarados protectorados alemanes en 1885; las islas Carolinas, Palaos y las Marianas se compraron a España en 1899; el protectorado de las Islas Marshall fue comprado a España en 1885 por $4.5 millones mediante el protocolo hispano-alemán de Roma en 1885; y Nauru fue anexada al protectorado de las Islas Marshall en 1888.
Tras el estallido de la Primera Guerra Mundial en 1914, Kaiser-Wilhelmsland y las islas cercanas cayeron ante las fuerzas australianas, mientras que Japón ocupó la mayor parte de las posesiones alemanas restantes en el Pacífico. La parte continental de la Nueva Guinea alemana, el archipiélago Bismarck y las islas Salomón del Norte son ahora parte de Papúa Nueva Guinea. Las islas micronesias de la Nueva Guinea alemana son ahora los Estados Federados de Micronesia. Las Islas Marshall, Nauru, las Islas Marianas del Norte y Palaos son países independientes.
Las islas al este de Kaiser-Wilhelmsland fueron renombradas en la anexión como Archipiélago Bismarck (anteriormente Archipiélago de Nueva Bretaña) y las dos islas más grandes con el nombre de Neu-Pommern ("Nueva Pomerania", actual Nueva Bretaña) y Neu-Mecklenburg ("Nueva Mecklemburgo", actual Nueva Irlanda). Sin embargo, debido a su acceso acuático, estas islas periféricas fueron y han seguido siendo la parte más económicamente viable del territorio.
Con la excepción de Samoa alemana, las islas alemanas en el Pacífico occidental formaron los "Protectorados Imperiales Alemanes". Estos se administraron como parte de la Nueva Guinea alemana e incluían las Islas Salomón alemanas (Buka, Bougainville y varias islas más pequeñas), las Carolinas, Palaos, las Marianas (excepto Guam, que hasta 1898 perteneció a España y posteriormente a Estados Unidos), las Islas Marshall y Nauru. En total se estima que la Nueva Guinea alemana tenía una extensión de 249 500 km².

## Historia

### Presencia alemana temprana en el Pacífico Sur
Los primeros alemanes en el Pacífico Sur fueron probablemente navegantes de la tripulación de los barcos de la Compañía de las Indias Orientales Neerlandesas: durante el primer viaje de Abel Tasman, el capitán del Heemskerck fue un Holleman (o Holman), nació en Jever, en el noroeste de Alemania.
Las casas mercantes de la Liga Hanseática fueron las primeras en establecer puntos de apoyo en el Pacífico Sur: Johann Cesar Godeffroy & Sohn de Hamburgo, con sede en Samoa desde 1857, operaba una red de estaciones comerciales en los mares del sur que dominaba el comercio de copra y transportaba a inmigrantes alemanes a varios asentamientos en el Pacífico Sur; en 1877 otra empresa de Hamburgo, Hernsheim y Robertson, estableció una comunidad alemana en la isla Matupi, en la bahía de Blanche (la costa noreste de Nueva Bretaña) desde la cual comerciaba en Nueva Bretaña, las Carolinas y las Marshall. A fines de 1875, un comerciante alemán informó: El comercio alemán y los barcos alemanes se encuentran en todas partes, casi en la exclusión de cualquier otra nación.

### La política colonial alemana bajo Bismarck
A fines de la década de 1870 y principios de la de 1880, una minoría activa, proveniente principalmente de un ala derechista nacional liberal y conservadora libre, había organizado varias sociedades coloniales en toda Alemania para persuadir al canciller Bismarck a embarcarse en una política colonial. Los más importantes fueron el Kolonialverein de 1882 y la Sociedad para la Colonización Alemana (Gesellschaft für Deutsche Kolonisation) fundada en 1884. Las razones de la falta de entusiasmo de Bismarck cuando se trató el tema de las posesiones coloniales de Alemania se reflejan en su breve respuesta en 1888 a los comentarios procoloniales y expansionistas de Eugen Wolf, reflejados en la autobiografía de este último. Después de que Bismarck escuchó pacientemente a Wolf con entusiasmo y sus planes que buscaba lanzar con varios mapas ilustrativos, Bismarck finalmente interrumpió su monólogo:

Tu mapa de África de allí es muy bueno, debo admitir. Pero ya sabes, mi mapa de África está aquí ... en Europa. Aquí está Rusia, allí está [..] Francia. Y nosotros, estamos aquí, justo en el medio entre esos dos. Ese es mi mapa de África.

A pesar de sus objeciones personales, fue el propio Bismarck quien finalmente organizó la adquisición de gran parte de lo que se convertiría en el Imperio colonial alemán. Los primeros intentos de la nueva política se produjeron en 1884, cuando Bismarck tuvo que poner los intereses comerciales alemanes en el África del Sudoeste bajo protección imperial. Bismarck le dijo al Reichstag el 23 de junio de 1884 sobre el cambio en la política colonial alemana: las anexiones ahora procederían, pero mediante la concesión de cartas a empresas privadas.

### La aspiración australiana y el desinterés británico

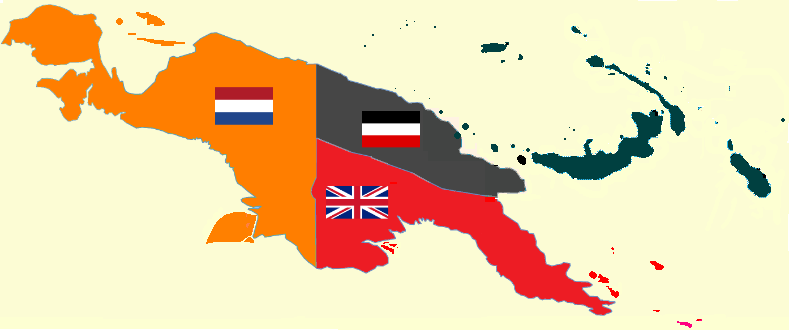
Territorios coloniales de Nueva Guinea de 1884 a 1919.

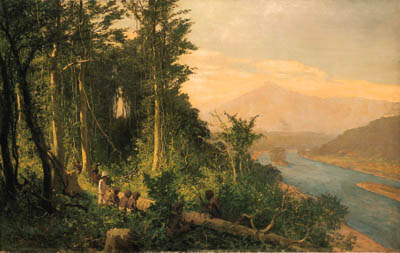
Así es como Rudolf Hellgrewe imaginó la extracción de caucho en la Nueva Guinea alemana.

La edición del 27 de noviembre de 1882 del Augsburger Allgemeine Zeitung publicó un artículo que el secretario en jefe de la colonia británica de Nueva Gales del Sur llamó la atención del editor del Sydney Morning Herald y, el 7 de febrero de 1883, el periódico publicó un resumen del artículo bajo el epígrafe de "Anexión alemana de Nueva Guinea". El argumento tomado del periódico alemán comenzó afirmando que Nueva Guinea cayó en la esfera australiana pero que había sido descuidada; aunque los portugueses la habían explorado en el siglo XVI, los holandeses del siglo XVII "parecían estar más satisfechos con el país que otras naciones europeas", pero se habían excedido y habían retrocedido hacia Java, Sumatra y Célebes.
La publicación del artículo del Sydney Morning Herald causó sensación y no solo en la colonia de Nueva Gales del Sur, también en la colonia británica de Queensland donde se encuentran las rutas marítimas del estrecho de Torres y las rutas de comercio eran de gran importancia. El primer ministro de Queensland, Thomas McIlwraith, quien dirigió un partido político "considerado como representante de los intereses de los propietarios de las plantaciones en Queensland", llamó la atención del gobernador de Queensland junto con la situación general en Nueva Guinea e instó a la anexión de la isla. También dio instrucciones al agente en Londres para Queensland de instar a la Oficina Colonial Imperial a un acto de anexión.
Impaciente por la falta de resultados de este procedimiento, el primer ministro McIlwraith, bajo su propia autoridad, ordenó a un magistrado de la policía de Queensland en marzo de 1883 que proclamara la anexión en nombre del gobierno de Queensland de la porción de Nueva Guinea al este de la frontera neerlandesa en el meridiano 141 este. Cuando la noticia llegó a Londres, el Secretario de Estado para las Colonias, Lord Derby repudió el acto de inmediato. Cuando el asunto se presentó ante el Parlamento, Lord Derby informó que el gobierno imperial británico "no estaba listo para anexar a Nueva Guinea debido a su gran tamaño e interior desconocido, la certeza de las objeciones de los nativos y los gastos administrativos". Esto hizo que comenzara el interés alemán por el cuarto restante de la isla.

### Compañía Alemana de Nueva Guinea

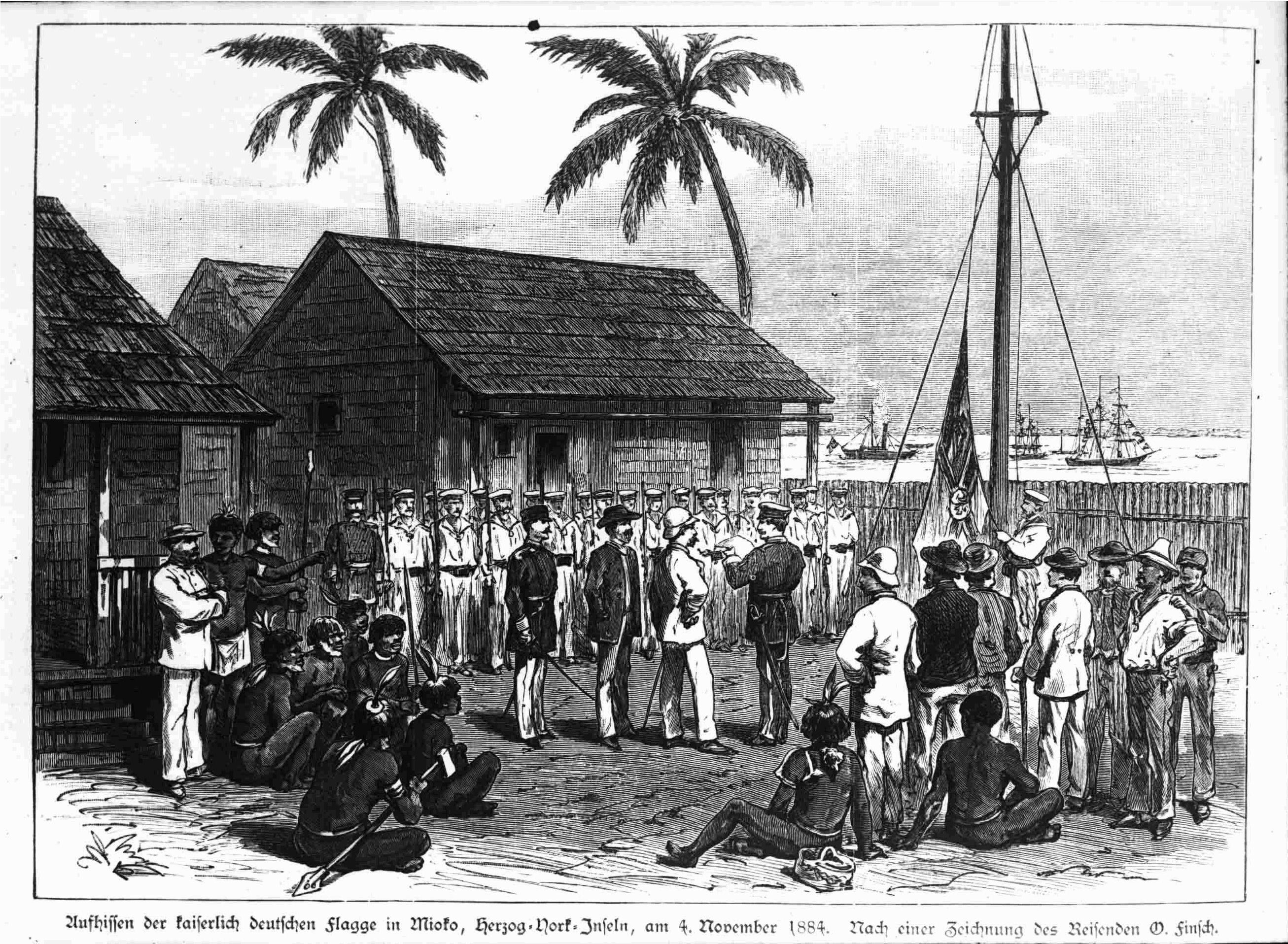
Izando la bandera alemana en Mioko en 1884.

A su regreso a Alemania de su expedición de 1879 a 1882 en el Pacífico, Otto Finsch se unió a un pequeño grupo informal interesado en la expansión colonial alemana en los mares del sur liderado por el banquero Adolph von Hansemann. Finsch los alentó a buscar la fundación de una colonia en la costa noreste de Nueva Guinea y el archipiélago de Nueva Bretaña, incluso proporcionándoles una estimación de los costos de tal empresa.
El 3 de noviembre de 1884, bajo la bandera de la recién fundada Neuguinea-Kompagnie, se izó la bandera imperial alemana en Kaiser-Wilhelmsland, el archipiélago Bismarck (anteriormente Nueva Bretaña) y las islas Salomón alemanas. 

#### Albert Hahl
Albert Hahl (1868–1945) se unió a la Oficina Colonial Alemana en 1895 y hasta 1914 desempeñó un papel importante en la administración de Nueva Guinea. Fue juez imperial en Herbertshoehe (1896-1898), vicegobernador de Nueva Guinea (1899-1901) y gobernador (1902-1914). Como juez hizo tres reformas: el nombramiento de luluais (jefes de aldea), los intentos de integrar al pueblo Tolais en la economía europea y la protección de las tierras de las aldeas, lo que lo llevó a recomendar el fin de toda alienación de las tierras nativas. Después de 1901, Hahl intentó aplicar su sistema a toda Nueva Guinea, y aunque su éxito fue limitado, las exportaciones aumentaron de un millón de marcos en 1902 a ocho millones en 1914. Se vio obligado a retirarse debido a desacuerdos con los funcionarios de Berlín, y se convirtió en un escritor activo en Nueva Guinea y fue un líder en las sociedades coloniales alemanas entre las guerras.

### Protectorados imperiales alemanes del Pacífico

Ampliación de las posesiones alemanas en el Pacífico tras el tratado germano-español de 1899.

Mediante el tratado germano-español de 1899, Alemania compró a España las islas Carolinas y las islas Marianas (excluyendo Guam, que había sido cedida a los Estados Unidos después de la guerra hispano-americana de 1898) por 25 millones de pesetas (equivalentes a 16 600 000 marcos de oro). El 1 de abril de 1899 el Imperio colonial alemán tomó posesión formalmente de estos territorios, y estas islas se convirtieron en un protectorado y se administraron desde la Nueva Guinea alemana. Las Islas Marshall se agregaron en 1906.

### Política de trabajo forzado
Para expandir las plantaciones altamente rentables, los alemanes necesitaban más trabajadores nativos. El gobierno envió expediciones militares para tomar el control directo de más áreas desde 1899 hasta 1914. En lugar de usar el reclutamiento voluntario, se convirtió en una cuestión de movilización forzada. El gobierno hizo cumplir nuevas leyes que obligaban a las tribus a proporcionar cuatro semanas de trabajo por persona al año y el pago de un impuesto de encuesta en efectivo, lo que obligaba a los nativos reacios a ingresar a la fuerza laboral. El gobierno exploró la elección del reclutamiento voluntario de trabajadores de China, Japón y Micronesia, pero solo unos pocos cientos llegaron. Después de 1910, el gobierno intentó aminorar el impacto poniendo fin al reclutamiento de mujeres en algunas áreas y cerrando por completo otras áreas al reclutamiento. Los plantadores protestaron con vehemencia, decidieron ir a la guerra con los blancos, y el gobierno respondió enviando 4 buques de guerra con 745 soldados para derrotar a los trabajadores de Sokeh e imponer la política de trabajo forzoso. Llegaron en enero de 1911 y en febrero de 1911 el líder de Sokeh se rindió.

### Primera Guerra Mundial

División colonial de Oceanía en 1914.

Tras el estallido de la Primera Guerra Mundial, las tropas australianas capturaron Kaiser-Wilhelmsland y las islas cercanas en 1914, después de una breve resistencia liderada por el capitán Carl von Klewitz y el teniente Robert von Blumenthal, mientras que Japón ocupó la mayor parte del resto de las posesiones alemanas en el Pacífico. La única batalla significativa ocurrió el 11 de septiembre de 1914, cuando la Fuerza Naval y Militar Expedicionaria de Australia atacó la estación inalámbrica de baja potencia en Bita Paka (cerca de Rabaul) en la isla de Nueva Bretaña, entines Neu Pommern. Los australianos sufrieron seis muertos y cuatro heridos, las primeras bajas militares australianas de la Primera Guerra Mundial. A las fuerzas alemanas les fue mucho peor, con un oficial alemán y 30 policías nativos muertos y un oficial alemán y diez policías nativos heridos. El 21 de septiembre todas las fuerzas alemanas en la colonia se rindieron.

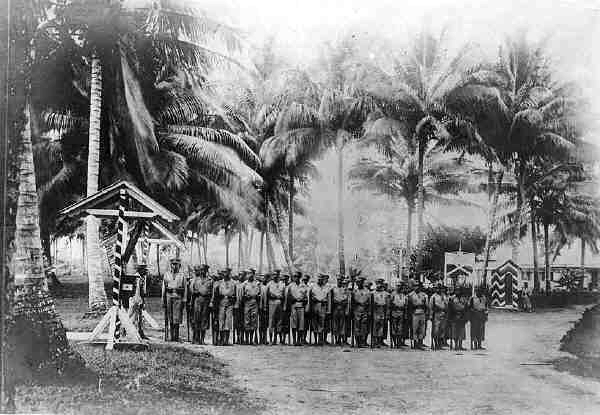
Reclutas nativos durante un simulacro en la Nueva Guinea alemana.

Sin embargo, el teniente (más tarde Hauptmann) Hermann Detzner, un oficial alemán, y la policía nativa evadieron la captura en el interior de Nueva Guinea durante toda la guerra. Detzner estaba en una expedición de inspección para trazar un mapa de la frontera con el territorio australiano de Papúa al comienzo de la guerra, y permaneció fuera de las áreas militarizadas. Detzner afirmó haber penetrado en el interior de la parte alemana (Kaiser-Wilhelmsland) en su libro escrito en los años veinte Vier Jahre unter Kannibalen ("Cuatro años entre caníbales"). Estos reclamos fueron fuertemente disputados por varios misioneros alemanes, y Detzner se retractó de la mayoría de sus reclamos en 1932.
Después del tratado de Versalles de 1919, Alemania perdió todas sus posesiones coloniales, incluida la Nueva Guinea alemana. En 1923, la Sociedad de Naciones otorgó a Australia un mandato fiduciario sobre Nauru, con el Reino Unido y Nueva Zelanda como co-fideicomisarios. Otras tierras al sur del ecuador se convirtieron en el Territorio de Nueva Guinea, un mandato de la Sociedad de Naciones bajo administración australiana hasta 1949 (interrumpido por la ocupación japonesa durante la campaña de Nueva Guinea) cuando se fusionó con el territorio australiano de Papúa para convertirse en el Territorio de Papúa y Nueva Guinea, que finalmente se convirtió en Papúa Nueva Guinea tras su independencia. Las islas al norte del ecuador se convirtieron en el mandato japonés de la Sociedad de Naciones de las islas de los mares del sur. Después de la derrota de Japón en la Segunda Guerra Mundial, las antiguas islas japonesas fueron administradas por los Estados Unidos como el Territorio en Fideicomiso de las Islas del Pacífico, un territorio de las Naciones Unidas.

## Territorios

Reparto de las colonias alemanas en el Pacífico tras la Primera Guerra Mundial.

| Territorio               | Periodo   | Área (aprox.) | Países actuales          |
| ------------------------ | --------- | ------------- | ------------------------ |
| Kaiser-Wilhelmsland      | 1884–1919 | 181 650 km²   | Papúa Nueva Guinea       |
| Archipiélago Bismarck    | 1899–1919 | 49 700 km²    | Papúa Nueva Guinea       |
| Isla Bougainville        | 1899–1919 | 9318 km²      | Papúa Nueva Guinea       |
| Isla Buka                | 1899–1919 | 492 km²       | Papúa Nueva Guinea       |
| Islas Carolinas          | 1899–1919 | 2150 km²      | Micronesia Palaos        |
| Palaos                   | 1899–1919 | 466 km²       | Palaos                   |
| Islas Marianas del Norte | 1899–1919 | 461 km²       | Islas Marianas del Norte |
| Islas Marshall           | 1899–1919 | 181 km²       | Islas Marshall           |
| Nauru                    | 1899–1919 | 21 km²        | Nauru                    |

## Símbolos planeados para Nueva Guinea Alemana
En 1914 se hicieron una serie de borradores para la proposición de banderas y escudos de armas para las colonias alemanas. Sin embargo, la Primera Guerra Mundial se desató antes de que los diseños se terminaran y se implementaran. Tras la derrota en la guerra, Alemania perdió todas sus colonias y por lo tanto, los símbolos nunca se pusieron en uso. 